# Euxestonotus callisto
Euxestonotus callisto är en stekelart som beskrevs av Peter Neerup Buhl 1998. Euxestonotus callisto ingår i släktet Euxestonotus och familjen gallmyggesteklar. Inga underarter finns listade i Catalogue of Life.